# Al-Rashid av Marocko
Al-Rashid av Marocko, född 1631, död 1672, var regerande sultan av Marocko mellan 1666 och 1672. Han avsatte 1664 sin bror och efterträdde honom som sultan i oasen Tafilalt. Från Tafilalt erövrade han genom fler fälttåg resten av Marocko och enade landet under alaouitedynastin, och blev därmed sultan av Marocko.